# Industrias Kaiser Argentina
La Industrias Kaiser Argentina, meglio nota con la sigla IKA, fu una casa automobilistica argentina, una delle poche realtà nazionali di produzione di autovetture della nazione sudamericana.

## Storia
Nasce il 19 gennaio 1955 come Industrias Kaiser Argentina (da qui l'acronimo IKA) dalla joint venture tra la I.A.M.E. (Industrias Aeronáutica y Mecánicas del Estado) e la Kaiser Motors statunitense.
Nel 1956 inizia la produzione su licenza della Jeep; nel 1958 è la volta della "Carabela", versione locale dell'americana Kaiser Manhattan. Nel 1959 la IKA firma un accordo con la Régie Nationale des Usines Renault per costruire diversi modelli di auto della marca francese.
Agli inizi degli anni sessanta inizia la costruzione delle IKA Bergantin, copia su licenza dell'Alfa Romeo 1900, delle IKA Dauphine, sempre copia su licenza della Renault Dauphine, e delle IKA Rambler, copia su licenza della Rambler Classic.
A novembre del 1966 l’azienda presenta alla stampa le nuove vetture del modello Torino, realizzate su meccanica Rambler e disegnate da Pininfarina.
Nel 1967 una parte dell’azienda viene rilevata dalla Renault, che ne assume la responsabilità amministrativa. Nel 1975 Renault compra il 100% dell’azienda, creando Renault Argentina S.A..

### Divisione aeronautica
L'azienda avviò accordi commerciali con la statunitense Lockheed Corporation per produrre su licenza velivoli da destinare al mercato dell'aviazione civile nazionale, fondando la Lockheed-Kaiser.

## Modelli prodotti

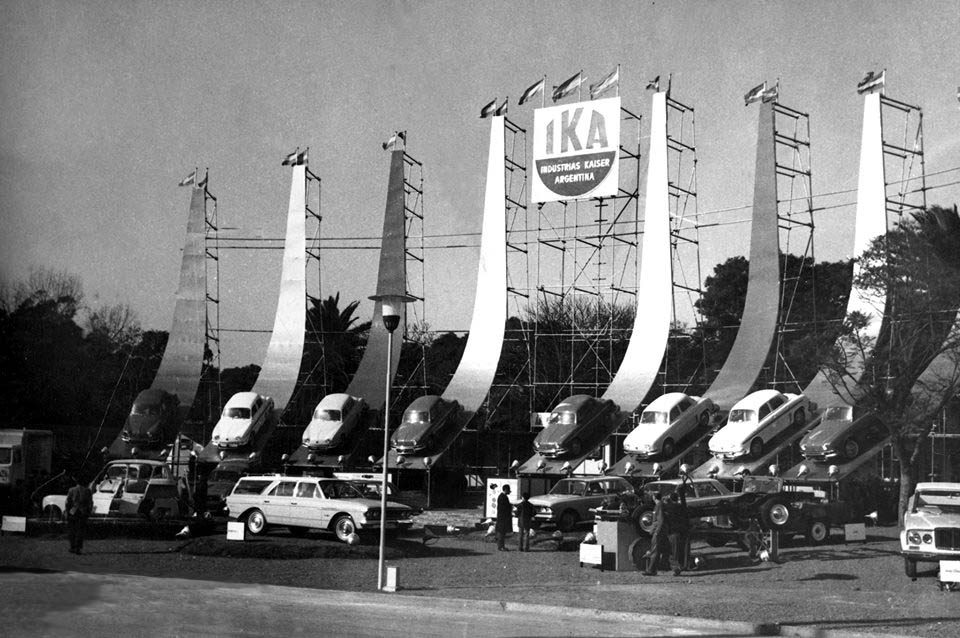
Diversi modelli della IKA nel 1964

Tutti prodotti nello stabilimento di Santa Isabel, Córdoba:
- Jeep (1956–1978)
- Estanciera (1957–1970)
- Baqueano (195?–19??)
- Kaiser Carabela (1958–1961)
- IKA Bergantin (1960–1962)[5]
- Renault Dauphine (1960–1970)
- Renault Frégate (1960)
- Rambler Classic (1962–1967)
- Jeep Gladiator (1963–1967)
- Rambler Ambassador (1965–1972)
- Renault 4 (1963–1987)
- Torino (1966–1982)
- Renault 6 (1969–1984)
- Renault 12 (1970–1994)